# 陈飞 (1975年)
陈飞（1975年1月—），男，汉族，山东潍坊人，中华人民共和国政治人物，现任山东省商务厅党组书记、厅长。

## 生平
1996年1月加入中国共产党。1997年7月参加工作。2018年2月24日，当选为第十三届全国人大代表。
2021年2月，因山东栖霞笏山金矿爆炸事故遭到政务警告处分。同年5月，改任山东省人民防空办公室党组书记、主任。2023年1月，任山东省商务厅党组书记、厅长。